# Soloe plicata
Soloe plicata is een vlinder uit de familie spinneruilen (Erebidae). De wetenschappelijke naam is voor het eerst geldig gepubliceerd in 1952 door Pinhey.
De soort komt voor in tropisch Afrika.